# Route nationale 850
Die Route nationale 850, kurz N 850 oder RN 850, war eine französische Nationalstraße auf Korsika, die von einer Kreuzung mit der Route nationale 196 in Apa abzweigte und nach Bains-de-Guitera verlief, wo sie an der Route forestière 5 endete. Ihre Länge betrug 23 Kilometer.